# Primaires présidentielles du Parti républicain américain de 1988
Les primaires présidentielles du Parti républicain américain de 1988 sont des élections internes au parti républicain ayant désigné George H. W. Bush comme candidat à l'élection présidentielle américaine de 1988.